# Гийом Французский
Гийом Французский фр. Guillaume (?, королевство Франция — не позднее 22 декабря 1139, ?) — французский кардинал. Декан Коллегии кардиналов с 1129 года.
Консистория декабря 1122 года провозгласила его кардиналом-епископом Палестрины. Участвовал в конклавах 1124 года (Гонорий II) и 1130 года (Иннокентий II). Поддерживал папу в борьбе против антипапы Анаклета II. Папский легат в Германии и Испании. Председатель собора в Вальядолиде в 1137 году.